# Серп и молот (фильм, 1921)
«Серп и молот» (альтернативное название «В трудные дни», «Две семьи») (фильм, 1921) — драма режиссёров Владимира Гардина и Всеволода Пудовкина. Фильм сохранился без первой части.

## Сюжет
Гонимый семьёй кулака Кревцова батрак Андрей со своей возлюбленной Агашей Горбовой и её братом Петром из бедной крестьянской семьи уходит на заработки в столицу. Устроившись на работу, Андрей женится на Агаше, но Первая мировая война, а за ней и Октябрьская революция, надолго разлучают героев.

## В ролях
- Александр Громов — Иван Горбов, крестьянин-бедняк
- Андрей Горчилин — Пётр Горбов, сын Ивана, рабочий
- Н. Зубова — Агаша, дочь Ивана
- Всеволод Пудовкин — Андрей
- А. Голованов — Пахом Кривцов, кулак
- Николай Вишняк — Захар, сын кулака
- Н. Беляков — сын кулака
- Е. Бедункевич — дочь Пахома
- Е. Каверина — дочь Пахома
- Анна Чекулаева — дочь Пахома
- М. Куделько — дочь Пахома
- Феофан Шипулинский — поп
- Сергей Комаров — начальник продотряда